# 리듬박스
리듬박스(Rhythmbox)는 디지털 음악을 재생하고 정리를 도와주는 오디오 플레이어이다. 원래 애플의 아이튠즈에서 착안한 것이며 GStreamer 미디어 프레임워크를 이용한 그놈 데스크톱 하에서 동작하도록 고안되었다. 이 프로그램은 자유 소프트웨어로 제공된다.

## 기능
- 음악 재생
- 끊임없는 재생
- 음악 가져오기
- 오디오 CD 굽기
- 오디오 커버 표시
- 노래 가사 표시
- Last.fm 지원
- Jamendo 지원
- DAAP 공유
- 수많은 외부 프로그램 통합
- HAL을 이용한 장치 검색
- 인터넷 외부 리소스 연동하기
- 플러그인 기능[2]

## 그놈 데스크탑
그놈 데스크탑 또는 그놈을 기반으로 하는 우분투, 페도라 등은 리듬박스가 기본 오디오 플레이어로 설치되어 있다. 또한 그놈 데스크탑은 상단 메뉴바(Top Bar)의 알림창과 실행 프로그램 메뉴(Application menu) 버튼을 통해서 미니 축소판과 메뉴 분리 기능을 제공한다.

## 같이 보기
- VLC